# Muhammadali Shamsiddinov
Muhammadali Shaxobiddin oʻgʻli Shamsiddinov (ur. 20 maja 1994) – uzbecki zapaśnik walczący w stylu klasycznym. Wicemistrz Azji w 2016; trzeci w 2020; piąty w  2017. Mistrz Azji kadetów w 2011 roku.